# 19453 Murdochorne
19453 Murdochorne este un asteroid din centura principală de asteroizi.

## Descriere
19453 Murdochorne este un asteroid din centura principală de asteroizi. A fost descoperit pe 28 martie 1998 la Reedy Creek de John Broughton. Asteroidul prezintă o orbită caracterizată de o semiaxă mare de 2,23 ua, o excentricitate de 0,16 și o înclinație de 4,4° în raport cu ecliptica.